# میشاب (اردستان)
میشاب (اردستان)، روستایی از توابع بخش مرکزی شهرستان اردستان در استان اصفهان ایران است.

## جمعیت
این روستا در نزدیکی جاده اردستان به نائین قرار دارد و براساس سرشماری مرکز آمار ایران در سال ۱۳۹۳، جمعیت آن ۴نفر (دو خانوار) می‌باشد